# Anthony Delaplace
Anthony Delaplace (født 11. september 1989 i Valognes) er en cykelrytter fra Frankrig, der er på kontrakt hos Arkéa-B&B Hotels.